# Párizsi Divathét
A Párizsi Divathét (franciául: Semaine de le mode de Paris) egy ruhatervezői bemutatósorozat, amely évente kétszer kerül megrendezésre Párizsban, minden alkalommal tavaszi/nyári, valamint őszi/téli programokkal. Az időpontokat rendszerint a Fédération de la Haute Couture et de la Mode (Divat és Haute Couture Szövetség) határozza meg. A divathetet több helyszínen rendezik meg városszerte.
A konfekciós divatbemutatók mellett tartanak férfidivat és haute couture bemutatókat is, amelyek félévente kerülnek megrendezésre a tavaszi/nyári, valamint őszi/téli évszakoknak megfelelően. Minden évben az olyan híres márkák is adnak műsorokat, mint a Dior, a Chanel, a Louis Vuitton, a Givenchy, vagy a Céline. Ezeket a bemutatókat rendszerint olyan történelmi helyeken tartják meg, mint a Carrousel du Louvre, vagy a Grand Palais.

## A „Nagy Négy”
A Párizsi Divathét a „Nagy Négy” divathét részét képezi a Londoni, Milánói és a New York-i rendezvények mellett. A program New York-ban veszi kezdetét, amelyet a londoni, a milánói, végül a párizsi divathetek követnek.

## Eredete
Bár a legelső divathét New York-ban került megrendezésre, maga a rendezvény a párizsi couture szalonokban tartott, ún. „défilés de mode”-ból eredeztethető, ami tükörfordításban „divatparádé”-t jelent.
A divathét a különböző divattervezők által szervezett programsorozatból áll, amely egy egész héten keresztül tart. Mielőtt a rendezvénysorozat elismerést szerzett New York városában, Párizsban már a 18. század elejétől kezdve szerveztek divatbemutatókat, kifejezetten a vásárlók számára, ahol a ruhákat manökeneken mutatták be. A 19. században a bemutatók változásokon estek át. A haute couture egyik jelentős alakja, Charles Frederick Worth megkezdte magastervezésű ruhadarabjait kollekciókként bemutatni. Jeanne Paquin volt az első tervező, aki bemutatóját a publikum elé tárta, Paul Poiret pedig az első, aki rendezvényei után összejöveteleket tartott.
Az 1800-as évek közepén a párizsi nagykövet felesége, Pauline von Metternich osztrák hercegnő, meglátva Charles Frederick Worth tervrajzait, felbérelte őt egy saját ruha elkészítésére. Worth jelentős elismerésre tett szert nagyhatalmú ügyfelei révén, majd 1858-ban megnyitotta saját párizsi haute couture házát, amely a felsőosztálybeli nők számára kínált luxusruhákat.

## Chambre Syndicale de la Haute Couture

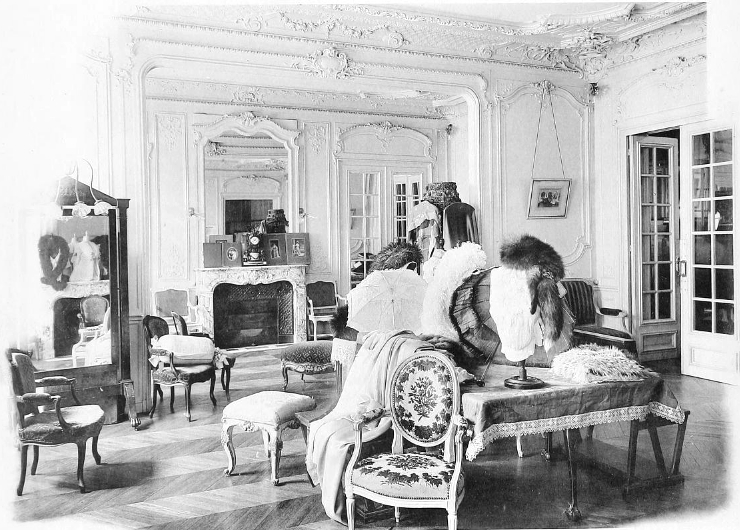
A Callot Soeurs haute couture ház szalonja 1910 körül

A Chambre Syndicale de la Haute Couture (szakmai kamara) 1868-ban jött létre annak érdekében, hogy lefektesse azokat a kritériumokat, amelyek alapján meghatározható, hogy mit lehet „couture háznak” nevezni. A kamara elhatározása szerint egy ruházat akkor lehet haute couture alkotás, ha azt a viselője méreteihez szabják, és kézzel varrják a hímzés, varrás és gyöngyfűzés területein jártas, többszörösen képzett kézművesek, kizárólag a legmagasabb minőségű anyagok felhasználásával.

## L’Association de Protection des Industries Artistiques Saisonnieres
1921-ben – ötvenhárom évvel a Chambre Syndicale de la Haute Couture alapítása után – a francia sajtó létrehozta a L’Association de Protection des Industries Artistiques Saisonnieres-t (röviden PAIS), melynek feladata a couture dizájnok szabadalmazása lett. A szerzői jog védelmének érdekében a tervezők munkáit lefényképezték a manökeneken elölről, hátulról és két oldalról is, majd a fotókat katalógusba rendezték.

## Az első Párizsi Divathét
1945-ben a Chambre Syndicale de la Haute Couture bevezetett egy sor újabb előírást a haute couture házak szabályozására és besorolására. Annak érdekében, hogy egy ház megfeleljen a követelményeknek, be kellett tartania a frissített szabályokat. Ezek közül egyik előírta, hogy évszakonként bemutatót kell rendezni a párizsi sajtó számára egy olyan, legalább 35 ruhadarabból álló kollekcióról, amely mind nappali, mind pedig esti viseleteket felsorakoztat. Más szabályozások szerint legalább 20 alkalmazottat kell foglalkoztatni, illetve minden ruhatervnek rendelésre készíthetőnek kell lennie, és tartalmaznia kell a méretre igazítást is. Ezt követően, a Chambre Syndicale de la Haute Couture által meghatározott új irányelvekkel összhangban, a haute couture házak félévenkénti eseményei tekinthetők az első néhány párizsi divathétnek.

## Az első divathét a Fédération Française de la Couture szervezésében
Az első, hivatalosan is elismert Párizsi Divathét 1973 októberében került megrendezésre a Fédération Française de la Couture jóvoltából, ahol együtt tartottak haute couture-, konfekcióruha- és férfidivat- bemutatókat.
A divathét adománygyűjtésként szolgált, melynek célja a versailles-i kastély restaurációja volt. A helyreállítás összegét 60 millió amerikai dollárban határozták meg, amely mintegy 52 millió eurónak felel meg. Az adománygyűjtést azért szervezték, mert a francia állam – nyilatkozata szerint – nem tudta volna fedezni a palota restaurációjának költségét. A restaurálást a New York Press (mai nevén New York-i Divathét) alapítója, Eleanor Lambert felügyelte az akkori Versailles-i kurátor, Gérald Van der Kemp közreműködésével. A restauráció és a renováció magába foglalta Mária Antónia öltözőszobáját, XV. Lajos király gyermekeinek játszószobáját, valamint egy lépcsősort, amelynek építése 1722-ben kezdődött meg, de sosem fejeződött be.
Az eseményen részt vettek olyan amerikai és párizsi divattervezők is, mint Anne Klein, Bill Blass, Stephen Burrows, Oscar de la Renta, Hubert de Givenchy és Yves Saint-Laurent. A francia tervezők saját bemutatókat tartottak különböző témákban, a díszletekben pedig helyet kapott többek között egy űrrakéta, egy tökhintó és egy orrszarvúhúzta cigánykaraván is.
Az amerikai tervezők a ruhaméretezések átváltásából adódó problémák következtében közösen, egyetlen bemutatót tartottak „Párizs” témával. Az amerikai tervezők által pártolt sokféleségnek köszönhetően ezen az eseményen léphettek fel először afroamerikai modellek is párizsi kifutón.
Az esemény nagy nyilvánosságra tett szert a résztvevő ruhatervezőknek köszönhetően, amely a „Versailles-i csata” becenevet egyrészt maga a helyszín, másrészt pedig az amerikai és a párizsi divattervezők között kialakult feszültség miatt kapta.

## Viták

### A „nullás méret” tiltása
A francia törvény értelmében a Párizsi Divathét tiltja az úgynevezett „nullás méretű” (size zero, vagyis az Egyesült Államok ruhaméret-táblázata szerinti 0-ás méretet viselő) modellek szereplését. Az amerikai nullás méret a francia mérettáblázat szerint a nők esetében 32-es, míg a férfiaknál 44-es ruhaméretet jelent.

### Korhatár
A Párizsi Divathét tiltja a 18 év alatti modellek szereplését, majd az egyes luxusmárkák (mint a LVMH, vagy a Kering) intézkedéseit követően kijelentették, hogy nem alkalmaznak 16 éven aluli modelleket felnőtt divatbemutatókon, illetve fotózásokon.

## Fordítás
- Ez a szócikk részben vagy egészben  a   Paris Fashion Week című angol Wikipédia-szócikk fordításán alapul.  Az eredeti cikk szerkesztőit annak laptörténete sorolja fel. Ez a jelzés csupán a megfogalmazás eredetét és a szerzői jogokat jelzi, nem szolgál a cikkben szereplő információk forrásmegjelöléseként.